# 죄 많은 여인
"죄 많은 여인"은 1971년 공개된 대한민국의 영화이다.

## 배역
- 최무룡
- 윤정희